# Canon Skoda 75 mm Modèle 1928
Pour les articles homonymes, voir Canon de 75 mm.
Le canon Skoda 75 mm Modèle 1928 est un canon de montagne utilisé par la Yougoslavie pendant la Seconde Guerre mondiale. 
Les exemplaires capturés par la Wehrmacht furent rebaptisés 7,5 cm GebK 28.

## Caractéristiques
- Calibre de 75 mm
- Constructeur : Usines Škoda
- Poids : 700 kg
- Portée maximale : 8 700 mètres